# Esperanza Ceballos
Esperanza Ceballos Tejeda (Baní, Peravia, República Dominicana, 27 de febrero de 1978) Es una comunicadora social, periodista y presentadora de televisión Dominicana. Ceballos ha recibido 16 nominaciones a los Premios Emmy Nueva York y ha ganado 5 estatuillas, este es un reconocimiento destacado en la industria de la comunicación en los Estados Unidos.

## Biografía
Esperanza Ceballos nació el 27 de febrero de 1978 en Baní, República Dominicana. Es hija de Nelson Ceballos, abogado y locutor, y de Haydeé Tejeda, modista. Es la octava de trece hermanos y ha desarrollado su carrera en medios de comunicación tanto en su país como en los Estados Unidos.
Se graduó con honores en la carrera de Comunicación Social de la Universidad Autónoma de Santo Domingo (UASD) en el año 2005. Desde su etapa universitaria, tuvo participación en el ámbito periodístico, asistiendo a congresos y talleres internacionales, lo que contribuyó a su formación y experiencia en medios de comunicación tanto locales como internacionales.
En 2014 se trasladó a Nueva York tras ser contratada por Univisión 41. Desde entonces, ha trabajado en la cobertura de temas de interés para la comunidad hispana en esa ciudad y ha sido nominada a varios premios por su labor. Entre los reconocimientos recibidos, se encuentra un premio Emmy en 2018 por el reportaje La reina de las habichuelas, que aborda la historia de una inmigrante dominicana y su contribución a la preservación de una tradición culinaria en Nueva York.
Durante su trayectoria, Ceballos también ha recibido distinciones como el "Premio Nacional de la Juventud" en la categoría de Superación y Logros Personales en 2007, y el "Único Awards" por su cobertura en Puerto Rico tras el huracán María. En 2017, fue reconocida por el Diario La Prensa con el premio "El Awards" y por la organización "Prensa & Comunidad" en el Mes de la Herencia Dominicana.